# L'Ensorcelée
L’Ensorcelée ou La Messe de la Croix-Jugan est un roman de Barbey d’Aurevilly, publié en feuilleton en 1852, puis édité en 1854.

## Historique
L’œuvre paraît en feuilletons dans le Journal l’Assemblée nationale, du 7 janvier au 11 février 1852, et en volume en 1854. Aucun article sur l’œuvre n'est publié, mais peu après beaucoup en parlent avec passion. Ainsi Baudelaire écrit : « Je viens de relire ce livre qui m’a paru encore plus chef-d’œuvre que la première fois ». 

## Genèse de l'œuvre
C’est d’un changement dans la vie de son auteur, que naît L’Ensorcelée. Barbey d’Aurevilly, prétendu démocrate jusqu’alors, revient à la foi catholique. Il décide de rejeter ce qu'il abhorre dans la modernité et revient aux sources normandes et à ses origines. De là, germe le projet de l’écriture de chroniques normandes. La guerre des Chouans passionnant Barbey, ce dernier entreprend une peinture pittoresque de la Normandie et de son histoire. L’Ensorcelée est ainsi le premier volet de l’ensemble de chroniques dont le titre général serait Ouest, complété quelques années plus tard par Le Chevalier Des Touches. En décembre 1849, Barbey écrit dans une lettre adressée à son ami Guillaume-Stanislas Trébutien : « Ce livre est profondément normand ». Mêlant exactitude historique, tradition orale où le surnaturel éclot, L’Ensorcelée, dont le premier titre a été La Messe de la Croix-Jugan, se déroule aux lendemains de la Chouannerie.

## Résumé
L’histoire relate un événement fondateur du récit : l’engagement de l’abbé de la Croix-Jugan auprès des Chouans. Lorsque ce dernier pense sa cause perdue, il tente de se suicider et renie son humilité de prêtre. Il survit à une horrible blessure au visage, signe de sa rébellion. 
Quelques années plus tard, « lorsqu’on rouvrit les églises », réapparaît cet ancien moine aux vêpres de Blanchelande. Apparaît également le personnage emblématique de Jeanne Le Hardouey, représentant en quelque sorte la construction de la démocratie et l’apparition du capitalisme. Noble, elle est l’épouse de Thomas Le Hardouey, nouveau riche. Jeanne donne à l’œuvre de Barbey d’Aurevilly son titre fantastique : dans une atmosphère sombre et mystérieuse, elle subit un « ensorcellement » à la vue de cet abbé au capuchon noir. Plus tard, on la retrouve noyée dans un lavoir, avec une lourde interrogation en abîme : qui est responsable de ce désastre ?

## Éditions
Le livre est réédité sous le titre de La Messe de l’abbé de La Croix-Jugan en 1855 avant d'être repris sous son premier titre dans presque toutes les éditions ultérieures.
L'Ensorcelée a été illustrée par Jacques Camus de 60 lithographies tirées sur les presses de l'atelier André Clot à Paris (Les Cent Bibliophiles, 1951), et aussi par André Minaux (49 lithographies, Les Bibliophiles de France, 1955).

## Postérité
- 1981: L'Ensorcelée, téléfilm français de Jean Prat, avec Jean-Luc Boutté, Julie Philippe et Fernand Berset
- 13 juin 2025: Bac de français écrit (série générale). Le texte étudié est la première partie du chapitre 1.